# Prawosławni biskupi łucko-ostrogscy
- Jonasz Borzobohaty-Krasieński 1571–ok.1585
- Cyryl Terlecki 1585–1596, (data ur. nieznana, zm.  1607/1608) – duchowny prawosławny, biskup piński i turowski, od 1585 biskup łucko-ostrogski; współtwórca unii brzeskiej z 1596 r.
- Izaak Boryskowicz 1621–1641
- Aleksander Atanazy Puzyna 1644–1671
- Józef Czaplic Szpanowski 1650–1654, syn Mikołaja Czaplica, władyka łucki i ostrogski zatwierdzony przez króla Jana Kazimierza
- Dionizy Bałaban 1654–1663, metropolita kijowski od 1658
- Gedeon Światopełk-Czetwertyński 1663–1684, od 1685 metropolita kijowski
- Atanazy Szumlański 1686–1695
- Dionizy Żabokrzycki 1695–1702, w 1702 z diecezją przyjął unię
- Simon Iwanowski 1934–1966, (Simom, 1888-1966) – 6 IV 1924 r. otrzymał sakrę biskupią z tytułem biskupa krzemienieckiego (od 1934 r. – biskup ostrogski). Był rektorem seminarium duchownego w Krzemieńcu. Zwalczał neounię.